# Isla San Juan

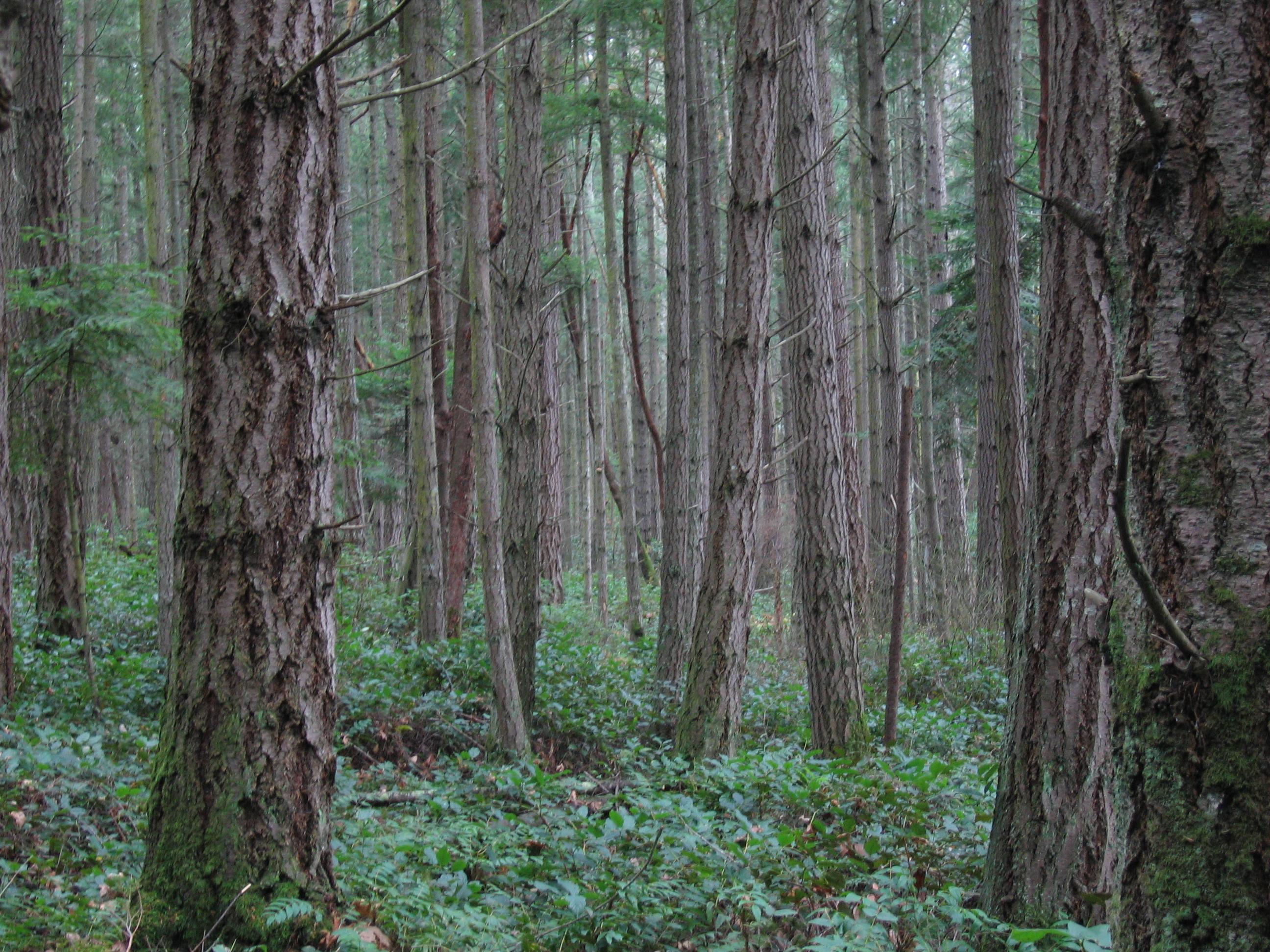
Bosque en la isla San Juan

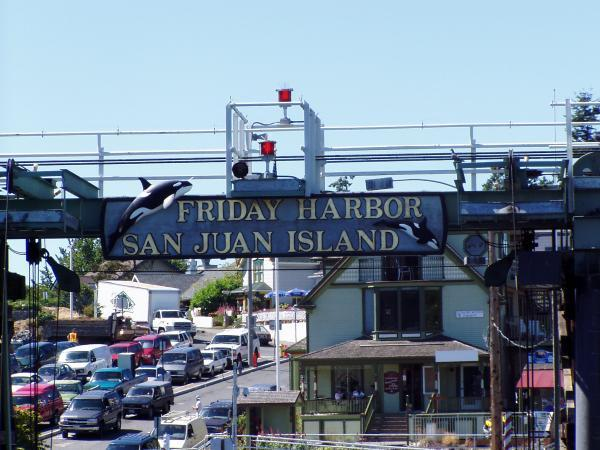
Friday harbor

La isla San Juan  es la segunda mayor isla del archipiélago de las islas San Juan, situadas en el estrecho de Georgia. Pertenecen al estado de Washington, Estados Unidos. 
El nombre "San Juan" origina de la expedición de 1791 de Francisco de Eliza, para honorar a su patrocinador Juan Vicente de Güemes. 
La isla posee un área de 142.59 km² y una población de 6822 personas, según el censo de 2000. Existe un servicio diario de ferries que conecta la ciudad de Friday Harbor- la única ciudad incorporada en las islas- con el continente así como con otras islas del archipiélago. Posee un periódico semanal, varias granjas y una economía de servicios en la que el turismo es su principal fuente de ingresos. 
- Datos: Q1935888
- Multimedia: San Juan Island / Q1935888